# 川越守
川越 守（かわごえ まもる、1932年8月5日 - 2017年12月9日）は、北海道出身の日本の作曲家、指揮者。

## 人物・来歴
北海道を中心に活動した作曲家で、地域の演奏団体、劇団等のために100曲を超える作品を作曲した。
1952年に北海道大学へ入学し北海道大学交響楽団へ入団、1955年には北大交響楽団の常任指揮者に就任した。
1956年に教育学部教育学科音楽専攻を卒業後、1987年まで北海道学芸大学（現北海道教育大学札幌校）で非常勤講師を務めた。
1960年より作曲活動を開始し、主な作品として「北海の幻想」、札幌市の市歌「市民の歌」、「交響詩“サッポロ”」などが知られている。
1970年から札幌大谷短期大学及び1983年から北海道教育大学岩見沢校で1998年まで非常勤講師を務めた。
1980年に北海道交響楽団を設立し、団長及び常任指揮者に就任する。
1988年からは北海道栄養短期大学（現 北海道文教大学短期大学部）教授となり、2001年から2003年までは北海道文教大学短期大学部副学長を務めた。
2017年9月10日には1960年に作曲した祝典序曲「エルムの鐘」をCD化するため、肺がんで闘病中でありながらも車椅子でタクトを揮い、これと一緒に録音した「都ぞ弥生」が最後の指揮となった。
2017年12月9日、札幌に於いて永眠。85歳没。

## 主な作品
- 都ぞ弥生 : 1955年編曲。早稲田大学と合同の北海道演奏旅行中に編曲。北大を代表する歌であり、北大交響楽団のテーマソングとして、演奏会の冒頭で必ず演奏される。
- 祝典序曲 エルムの鐘 : 1960年作曲。北海道大学クラーク会館の竣工記念式典のために作られた。北大恵迪寮の明治45年寮歌である「都ぞ弥生」のメロディが含まれている。
- 市民の歌 (札幌市) : 1964年作曲。北海道札幌市の市歌。作詞は能條伸樹。
- 北海の幻想：1965年作曲。北海道の海原の情景を描いた交響詩風の管弦楽曲。抒情的なメロディ、力強いモチーフ、そのどれもが時に穏やかな、時に荒々しい北の海を幻想的に描写する。曲中には北海道の日本海沿岸の民謡である「ソーラン節」がモチーフとして用いられている部分があり、川越氏が早い時期から民族主義的な意識をもって作曲に取り組んでいたことを窺わせる。「道民楽派」たる作曲家、川越守の残した、真に北海道、日本のための音楽と言える。北大交響楽団団員の中でも人気が高く、同楽団によりたびたび演奏され、2000年11月の北海道交響楽団ヨーロッパ公演ではアムステルダム、パリでも演奏された。
- 虹と雪のバラード : 1971年編曲。1972年札幌オリンピックのテーマソングとして村井邦彦が作曲したものをNHK『みんなのうた』用にアレンジしている。
- 若いまち旭川 : 1972年作曲。北海道旭川市の市制50周年を記念して作成された楽曲。中田喜直作曲の「北の街から」との2曲をメドレーに編曲した『行進曲「北の街から」』が毎年6月に北海道音楽大行進で演奏される。
- 道民体操：1978年作曲。北海道生活環境部制定の全道民の体力増進を目的とした体操。
- 交響詩岩見沢 : 1973年作曲。北海道岩見沢市の開基90年、市制30周年を祝して作られた。

他

## 賞詞
- 1971年 - 第4回北海道芸術新賞[2]。
- 1984年 - 札幌市民文化奨励賞
- 1986年 - 北海道文化奨励賞[2]
- 2008年 - 平成20年度札幌芸術賞を受賞[3]。

## 出演
- FMリクエストアワー（NHK札幌FM）